# Здесь наш дом
«Здесь наш дом» — советский художественный фильм 1973 года режиссёра Виктора Соколова. Производственная драма по пьесе Игнатия Дворецкого «Человек со стороны».

## Сюжет
На должность начальника цеха крупнейшего ленинградского завода — Ижорского — приглашается инженер-литейщик из провинции Алексей Чешков. Он открыто вступает в борьбу с демагогией, показухой, штурмовщиной и, в конечном итоге, побеждает.

## В ролях
- Владимир Заманский — Алексей Георгиевич Чешков, начальник цеха
- Пётр Вельяминов — Глеб Николаевич Рябинин, главный инженер завода, секретарь парткома
- Василий Меркурьев — Гаврила Романович Полуэктов, начальник производственного отдела
- Всеволод Санаев — Александр Евгеньевич Плужин, директор завода
- Олег Жаков — Грамоткин, бывший начальник цеха
- Александр Борисов — Пухов, начальник бюро техконтроля
- Армен Джигарханян — Захар Леонидович Манагаров, заместитель Чешкова
- Ирина Мирошниченко — Нина Васильевна Щёголева, начальник бюро экономики и техрасчета
- Константин Адашевский — «толкач» из провинции
- Анна Алексахина — дочь Чешкова
- Наталья Зорина — Леночка
- Светлана Карпинская — гостья на юбилее
- Борис Коковкин — парторг цеха
- Леонид Неведомский — Константин Константинович Турочкин, новый секретарь горкома
- Марк Никельберг — Геннадий Алексеевич
- Фёдор Одиноков — Фёдор Иванович Рыжухин, начальник корпуса
- Иван Соловьёв — Сергей Владимирович, секретарь горкома по промышленности
- Георгий Тейх — Георгий Николаевич
- Валентина Чемберг — секретарша
- Владимир Эренберг — Вячеслав Сергеевич, начальник корпуса

## Съёмочная группа
- Режиссёр: Виктор Соколов
- Авторы сценария: Игнатий Дворецкий
- Оператор: Владимир Чумак
- Композитор: Андрей Петров
- Текст песни: Михаила Матусовского
- Дирижёр: Вахтанг Жордания
- Художник-постановщик: Виктор Волин
- Звукорежиссёр: Галина Голубева

## Награды
- Поощрительный диплом фильму на 7-м ВКФ (1974).
- Приз нефтяников Каспия фильму на 7-м ВКФ (1974).

## Технические данные
- Продолжительность: 135 минут (2 части), цветной, широкоэкранный, широкоформатный.